# La Boissière (Calvados)
La Boissière is een gemeente in het Franse departement Calvados (regio Normandië) en telt 133 inwoners (2005). De plaats maakt deel uit van het arrondissement Lisieux.

## Geografie
De oppervlakte van La Boissière bedraagt 2,0 km², de bevolkingsdichtheid is 66,5 inwoners per km².
De onderstaande kaart toont de ligging van La Boissière (Calvados) met de belangrijkste infrastructuur en aangrenzende gemeenten.

## Demografie
Onderstaande figuur toont het verloop van het inwonertal (bron: INSEE-tellingen).
Vanwege een beveiligingsprobleem met de MediaWiki Graph-software is het momenteel niet mogelijk deze grafiek weer te geven. Zodra de software is bijgewerkt zal de grafiek vanzelf weer zichtbaar worden.